# 7860 Zahnle
A 7860 Zahnle (ideiglenes jelöléssel 1980 PF) a Naprendszer kisbolygóövében található aszteroida. Edward L. G. Bowell fedezte fel 1980. augusztus 6-án.